# Nitrosomonadaceae
Famille
Les Nitrosomonadaceae forment une famille de bactéries comprenant notamment les Nitrosomonas.

## Description
La famille des Nitrosomonadaceae a été décrite en 2005 dans le Bergey's Manual of Systematic Bacteriology et validée en 2006.

## Taxonomie
Le nom correct complet (avec auteur) de ce taxon est Nitrosomonadaceae Garrity et al. 2006.
Le genre type est : Nitrosomonas Winogradsky 1892.

### Étymologie
L'étymologie de cette famille Nitrosomonadaceae est la suivante : N.L. fem. n. Nitrosomonas, genre type de cette famille; L. fem. pl. n. suff. -aceae, suffixe pour définir une famille; N.L. fem. pl. n. Nitrosomonadaceae, la famille des Nitrosomonas.

### Liste des genres
Selon LPSN (6 mai 2023), cette famille comprend trois genres dont deux ayant un nom publié de manière correcte et valide :
- Nitrosomonas Winogradsky 1892
- Nitrosospira Winogradsky & Winogradsky 1933

Le troisième genre bactérien dont le nom n'est pas publié de manière valide ou correcte mais qui reste en attendant une éventuelle correction, le nom préféré :
- Nitrosovibrio Harms et al. 1976

Le genre Nitrosolobus proposé par Watson en 1971 est devenu un synonyme de Nitrospira.